# Earl B. Ruth
Earl Baker Ruth (7 de fevereiro de 1916 - 15 de agosto de 1989) foi um representante americano de três mandatos da Carolina do Norte e, posteriormente, serviu como governador da Samoa Americana .
Nascido em Spencer, Carolina do Norte, Ruth se formou na Central High School em Charlotte, Carolina do Norte em 1934. Ele ganhou um AB na Universidade da Carolina do Norte em Chapel Hill, Carolina do Norte em 1938 e um MA da mesma instituição em 1942. Ele completou sua educação de nível superior com um Ph.D. da escola em 1955. Ele foi professor e treinador na Chapel Hill High School, 1938–40. Chapel Hill, Carolina do Norte Em 1933, Ruth era a campeã de tênis da High School da Carolina do Norte (solteira). Enquanto estava na UNC, Chapel Hill Ruth era um destaque no basquete, atuando como capitão da equipe Tar Heel nos anos Júnior e Sênior (1936-1937 e 1937-1938).

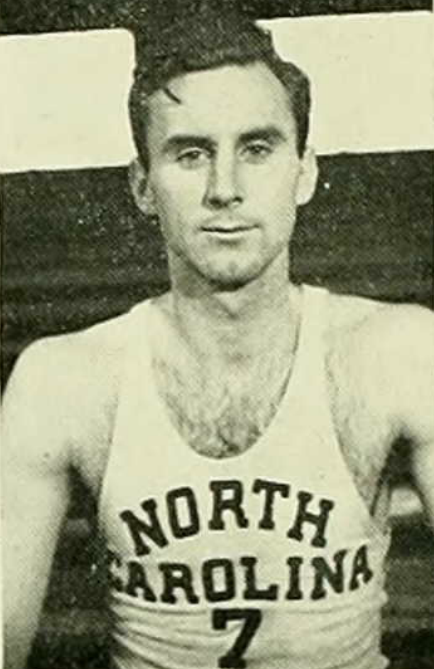
Ruth em 1938 como capitão da equipe de basquete da UNC

Posteriormente, serviu na Marinha dos Estados Unidos . Ruth foi treinador de basquete e diretor de atletismo no Catawba College, em Salisbury, Carolina do Norte, de 1946 a 1960. De 1960 a 1968, atuou como decano dos estudantes lá. Foi membro do Conselho da cidade de Salisbury de 1963 a 1968, servindo como prefeito pro tempore de 1967 a 1968.
Ruth foi eleita republicana pelo nonagésimo primeiro e pelos dois congressos seguintes (3 de janeiro de 1969 - 3 de janeiro de 1975). Ele foi um candidato mal sucedido à reeleição para o nonagésimo quarto congresso em 1974. Ele foi então nomeado pelo Presidente dos Estados Unidos Gerald R. Ford para governador da Samoa Americana de 1975 a 1976. Ele morreu em 15 de agosto de 1989, em Salisbury e foi enterrado no cemitério nacional de Salisbury .

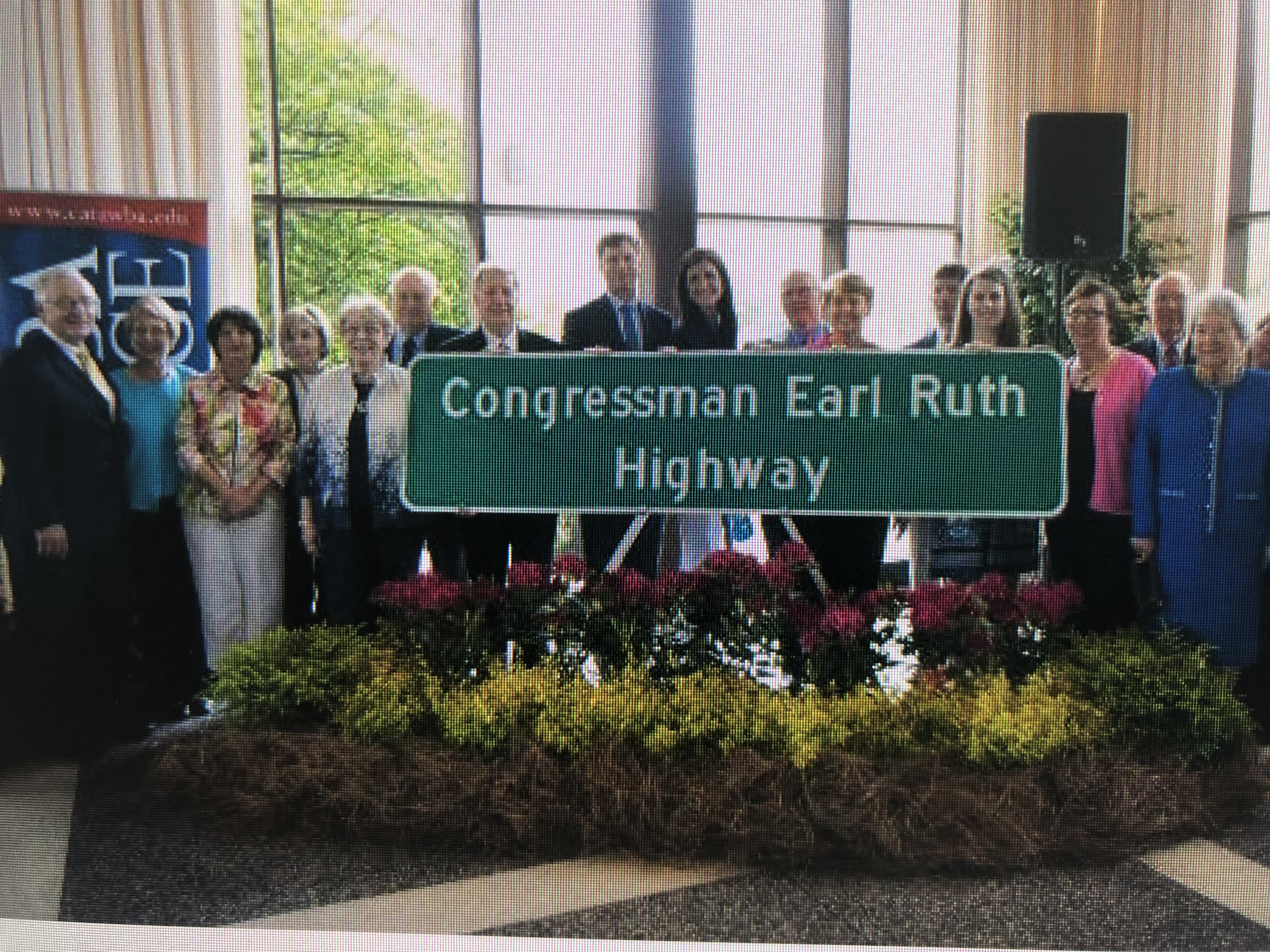
Dedicação do congressista Earl Ruth Highway em 2012

Em 2012, o Departamento de Transportes da Carolina do Norte nomeou uma seção da US 601 em Rowan County como "congressista Earl Ruth Highway" em sua homenagem.